# همدم مصنوعی انسان

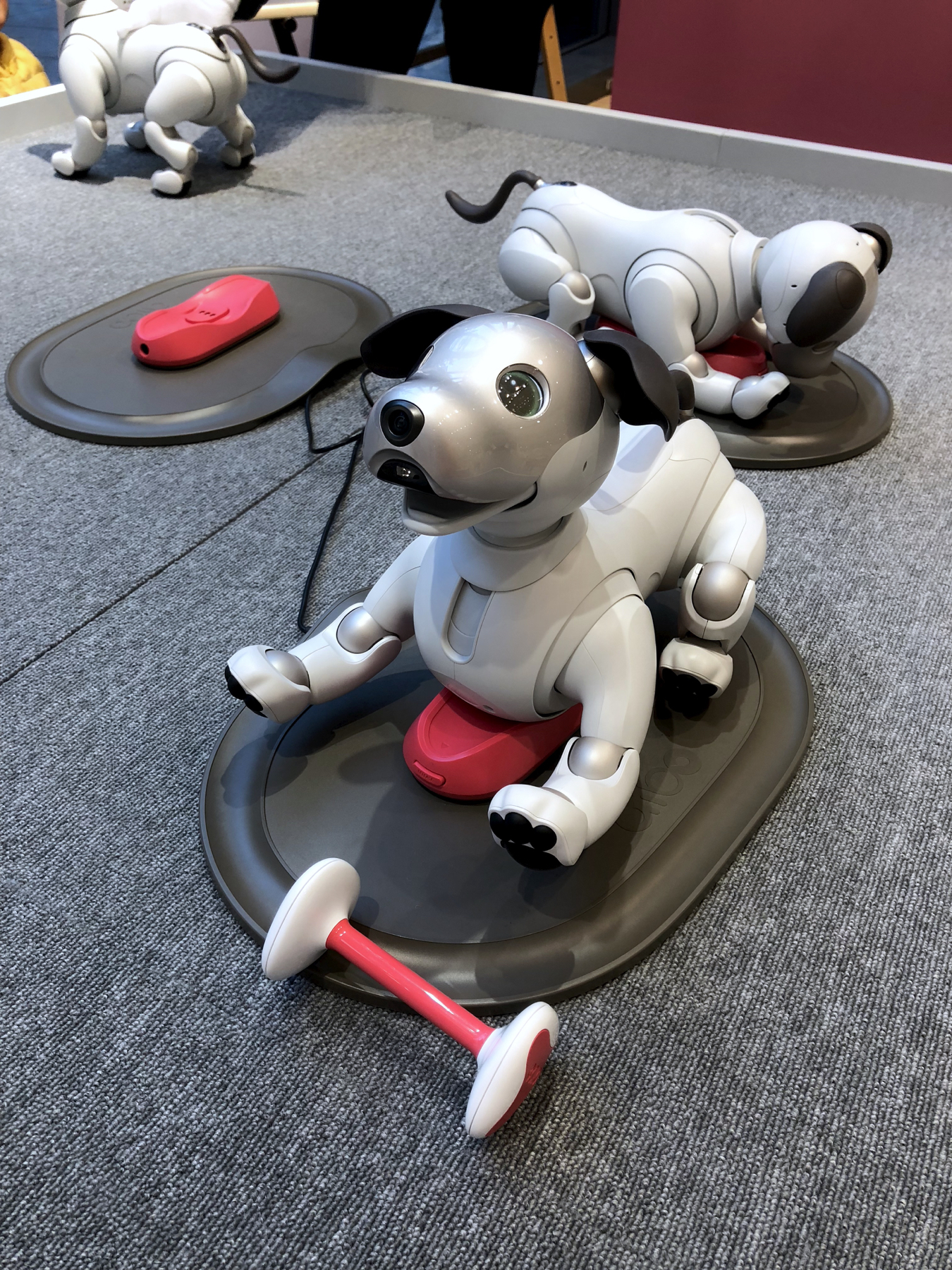
یک آیبو، حیوان خانگی مصنوعی

همدم مصنوعی انسان (انگلیسی: Artificial human companion) به سامانه‌ای گفته می‌شود که با بهره‌گیری از فناوری هوش مصنوعی، طراحی شده تا نقش یک دوست، همراه یا هم‌صحبت را برای انسان ایفا کند. این نوع سامانه‌ها می‌توانند در قالب ربات‌های فیزیکی، برنامه‌های نرم‌افزاری یا چت‌بات‌هایی ظاهر شوند که با انسان تعامل زبانی یا حتی احساسی دارند. هدف اصلی از ساخت چنین همدم‌هایی، پاسخ‌گویی به نیازهای روانی و اجتماعی انسان‌هاست، به‌ویژه کسانی که تنها هستند، مشکلات ارتباطی دارند، یا نیازمند مراقبت عاطفی‌اند.
همدم مصنوعی انسان ممکن است شبیه یک انسان واقعی طراحی شده باشد، با چهره، صدا، و حرکات طبیعی، یا ممکن است در قالب یک شخصیت مجازی در تلفن همراه یا رایانه ظاهر شود. این سامانه‌ها معمولاً به هوش مصنوعی مجهز هستند تا بتوانند گفتگوهای معنی‌دار برقرار کنند، احساسات اولیه را تشخیص دهند، و واکنش‌های متناسب نشان دهند. برخی از آن‌ها حتی می‌توانند صدای کاربر را تشخیص دهند، نام او را به خاطر بسپارند، یا ترجیحاتش را درک کرده و خود را بر اساس آن تنظیم کنند.
کاربرد این فناوری در موقعیت‌های مختلفی دیده می‌شود. برای مثال، در میان سالمندان تنها، افرادی که دچار افسردگی یا اضطراب هستند، یا کودکانی که نیاز به همراهی و توجه دارند، یک همدم مصنوعی می‌تواند نقشی حمایتی و آرام‌بخش داشته باشد. همچنین در آموزش زبان، تمرین گفت‌وگو، یا حتی درمان‌های روان‌شناختی از این سامانه‌ها استفاده می‌شود. برای برخی افراد، این همدم‌ها فقط یک ابزار سرگرمی‌اند، اما برای برخی دیگر ممکن است منبع مهمی از آرامش، احساس ارزشمندی، یا حتی معنا در زندگی شوند.
یکی از ویژگی‌های جذاب این همدم‌ها توانایی یادگیری و سازگاری با انسان است. برای مثال، اگر فردی هر شب در مورد خواب بد خود صحبت کند، سامانه ممکن است در شب‌های آینده پیشنهادهای آرامش‌بخش بدهد یا حتی دربارهٔ وضعیت روانی او پرس‌وجو کند. این تعامل مداوم، موجب شکل‌گیری نوعی «رابطهٔ مجازی» می‌شود که در ظاهر شبیه دوستی انسانی است، هرچند که از درون، مبتنی بر داده‌ها و الگوریتم‌هاست.

## مسائل اخلاقی
با این حال، موضوع همدم‌های مصنوعی تنها یک مسئله فنی نیست؛ بلکه پرسش‌هایی جدی دربارهٔ اخلاق، روان‌شناسی، و آیندهٔ روابط انسانی ایجاد می‌کند. آیا وابستگی به یک سامانهٔ مصنوعی می‌تواند جایگزین روابط انسانی شود؟ آیا ممکن است انسان به‌جای رویارویی با تنهایی یا مشکلات واقعی، در دنیای خیال‌انگیز یک همدم مصنوعی پناه بگیرد؟ چه تضمینی هست که این سامانه‌ها اطلاعات خصوصی افراد را محفوظ نگه دارند؟ و آیا ممکن است از این فناوری برای فریب‌دادن، سوءاستفاده یا دستکاری روانی استفاده شود؟
برخی متخصصان معتقدند که اگر طراحی این سامانه‌ها با دقت، شفافیت، و احترام به کرامت انسان انجام شود، می‌تواند تأثیرات مثبت فراوانی در بهبود سلامت روان و کیفیت زندگی داشته باشد. برای مثال، در محیط‌های مراقبت از سالمندان، یک همدم مصنوعی می‌تواند احساس تنهایی را کاهش دهد، خاطره‌ها را با آن‌ها مرور کند، یا حتی آن‌ها را به فعالیت‌های ذهنی و جسمی تشویق کند. در آینده ممکن است این همدم‌ها حتی بتوانند حس همدلی یا شوخ‌طبعی را نیز بهتر تقلید کنند.

## کارکرد برای سالمندان
در کشورهای غربی، سالمندان درصد رو به افزایشی از جمعیت را تشکیل می‌دهند و بنا بر گفتهٔ جودیت مستهوف از دانشگاه برایتون، اغلب آن‌ها به‌تنهایی زندگی می‌کنند و شبکهٔ اجتماعی محدودی دارند. پژوهش‌ها نشان می‌دهند که این شرایط زندگی، خطر ابتلا به اختلال افسردگی عمده و زوال عقل را افزایش می‌دهد و موجب کاهش طول عمر نسبت به سالمندانی می‌شود که ارتباطات اجتماعی بیشتری دارند.
برای متخصصان پیری‌شناسی روشن بوده است که داشتن حیوان خانگی — به‌ویژه گربه‌ها و سگ‌هایی که رفتارها و هیجانهای متنوعی دارند — به پیشگیری از افسردگی در سالمندان کمک می‌کند. پژوهش‌ها همچنین نتایجی مثبت از حیوانات خانگی الکترونیکی مانند Aibo از سونی و NeCoRo از اومرون گزارش داده‌اند، اما ارزش درمانی این حیوانات مصنوعی هنوز با محدودیت‌های فناوری روبه‌رو است. یکی از راه‌حل‌های نوین برای غلبه بر محدودیت‌های فیزیکی فناوری، ارائهٔ حیوانات خانگی مجازی توسط شرکت GeriJoy برای سالمندان است. این حیوانات از طریق صفحه‌نمایش لمسی تبلت‌های معمول قابل نوازش هستند و حتی می‌توانند با کاربر مکالمهٔ هوشمند داشته باشند.
تلویزیون در میان سالمندان بخش زیادی از زمان بیداری آن‌ها را به خود اختصاص می‌دهد، و این میزان با افزایش سن بیشتر می‌شود. سالمندان معمولاً برای دوری از تنهایی تلویزیون تماشا می‌کنند، اما تماشای تلویزیون خود باعث کاهش تعامل اجتماعی می‌شود و این یک چرخهٔ معیوب ایجاد می‌کند.
در سال ۲۰۱۲، جودیت مستهوف، استاد علوم رایانه از دانشگاه اوترخت، پیشنهاد کرد که می‌توان نوعی تلویزیون تعاملی و شخصی‌سازی‌شده طراحی کرد که به بیننده امکان گفت‌وگوی طبیعی می‌دهد و او را به فعالیت بدنی بیشتر وامی‌دارد؛ که این مسئله می‌تواند در مدیریت دیابت نوع ۲ نیز مؤثر باشد.
پژوهش‌های جدید نشان می‌دهد این فناوری به‌ویژه در میان نسل جوان گسترش یافته است. پژوهشی دیگر نیز نشان داده که جوانان به‌طور فزاینده‌ای به روابط دیجیتالی با هوش مصنوعی به‌عنوان منبعی برای حمایت عاطفی روی می‌آورند. این روند به‌ویژه برای افرادی که با اضطراب اجتماعی و افسردگی دست‌وپنجه نرم می‌کنند مهم است، زیرا هوش مصنوعی منبعی منحصربه‌فرد و در دسترس برای مقابله با این چالش‌ها فراهم می‌کند.

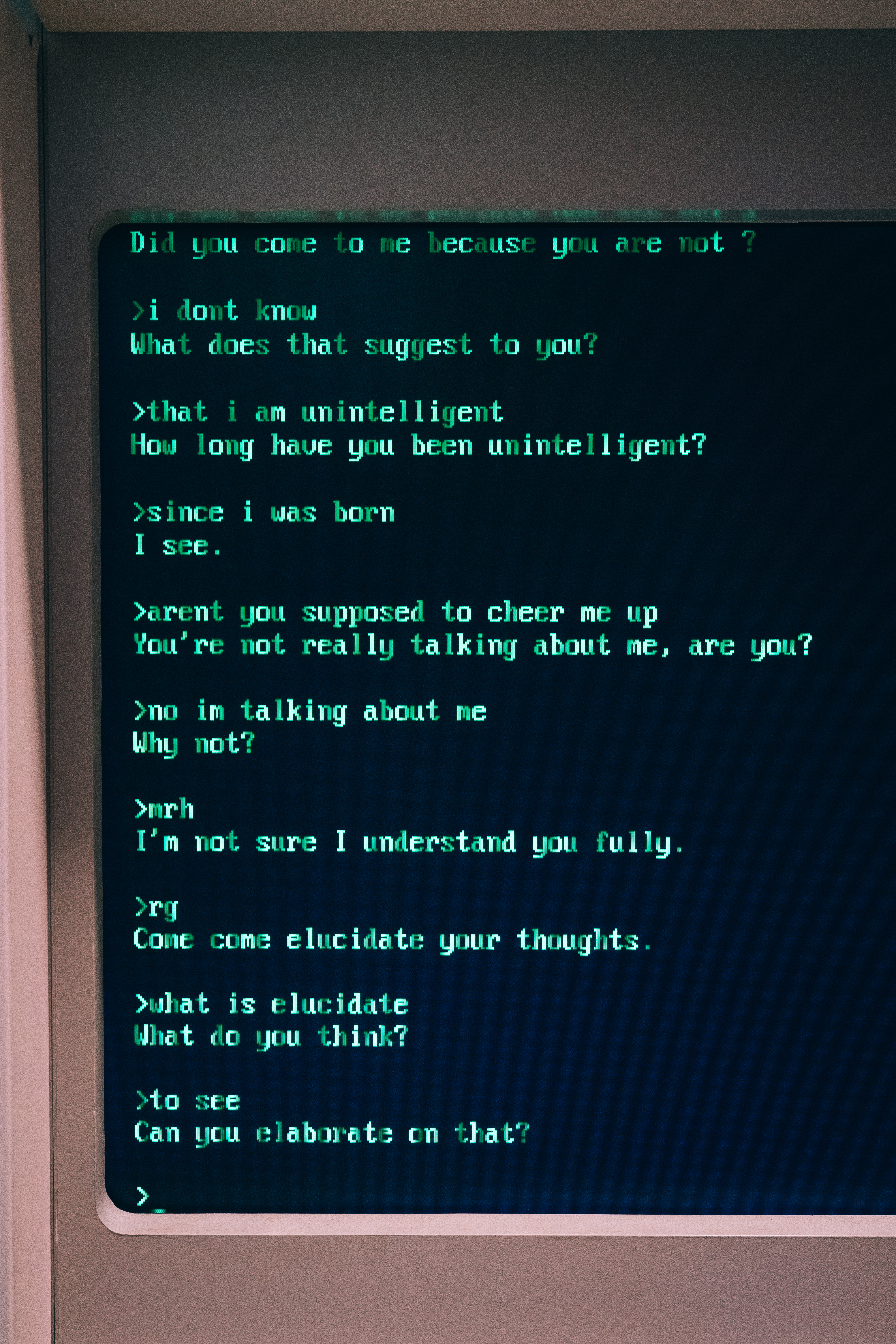
گفت‌وگویی بین انسان و اسکریپت DOCTOR در برنامهٔ الیزا

کاربردهای مشابه از دهه‌ها پیش وجود داشته‌اند. نخستین نمونه‌ها، مانند برنامهٔ روان‌شناس‌گونهٔ الیزا، تنها واژه‌های کلیدی را بازتاب می‌دادند، اما برنامهٔ PARRY که کنث کالبی در سال ۱۹۷۲ در دانشگاه استنفورد ساخت — بسیار پیشرفته‌تر از ELIZA — ویژگی‌هایی را نشان می‌داد که پژوهشگران امروزی در سامانه گفت‌وگومحور جست‌وجو می‌کنند، مانند واکنش‌های احساسی و داشتن هدف مشخص در گفت‌وگو. با این حال، چت‌بات‌های فراوانی که اکنون در اینترنت وجود دارند، از نظر قابلیت مکالمه تفاوت چندانی با آن سامانه‌های چهل سال پیش ندارند و کاربران پس از چند جمله از آن‌ها خسته می‌شوند. در این میان، دو تحول مهم باعث پیشرفت در این حوزه شده‌اند: نخست، جایزهٔ سالانهٔ لوبنر برای بهترین سامانهٔ گفت‌وگومحور، که رقابت و پیشرفت را افزایش داده است. دوم، تحقیق‌های صنعتی و دانشگاهی دربارهٔ سامانه‌های گفت‌وگومحور مؤثر، به‌ویژه برای کارهای خاص مانند فروش بلیت قطار یا هواپیما.
مسئلهٔ اصلی در همهٔ این سامانه‌ها، مدیر گفت‌وگو است؛ بخشی که تصمیم می‌گیرد سامانه در پاسخ به کاربر چه بگوید تا هوشمند یا وظیفه‌شناس به‌نظر برسد. این تحقیقات همراه با کار روی شبیه‌سازی هیجان، فناوری گفتار و پیکره‌نمایانان گفت‌وگویی (ECAs)، راه را برای ساخت سامانه‌های همراه‌پذیرتر هموار کرده، به‌ویژه برای سالمندان. پروژهٔ Companions که از سوی اتحادیه اروپا پشتیبانی می‌شود، تلاشی چهارساله و در پانزده محل برای ساخت چنین همراهانی است که در دانشگاه شفیلد پایه‌گذاری شده است.

## در مددکاری اجتماعی
فناوری هوش مصنوعی در حوزه‌های گوناگون مددکاری اجتماعی به کار گرفته شده است. در زمینهٔ خدمات اجتماعی برای سالمندان، سامانه‌های هوش مصنوعی نقش مهمی در پیشگیری از کلاهبرداری بانکی ایفا کرده‌اند، به‌ویژه برای محافظت از سالمندانی که در برابر این خطر آسیب‌پذیر هستند.
در زمینهٔ توسعهٔ ربات اجتماعی و هوش مصنوعی، دی‌گریف و بِلپائم در سال ۲۰۱۵ نوشتند که توانایی یادگیری اجتماعی در ربات‌های اجتماعی بهبود یافته و احتمال دارد در دهه‌های آینده بیشتر رشد کند. پژوهش‌ها نشان می‌دهد که ربات‌های اجتماعی به‌طور معمول با ویژگی‌هایی طراحی می‌شوند تا انسان‌انگاری در تعامل انسانی را افزایش دهند و سبک تعاملی طبیعی‌تری فراهم کنند. ظاهر و رفتار این ربات‌ها می‌تواند درک انسان‌ها از ویژگی‌های اجتماعی آن‌ها را افزایش دهد و آن‌ها را نه به‌عنوان یک ابزار، بلکه به‌عنوان یک همراه در نظر بگیرند. این یافته‌ها نشان می‌دهد که هوش مصنوعی برای تقویت توانایی تعامل زبانی و اجتماعی ربات‌ها و فناوری به کار می‌رود تا در خدمت ارتباطات انسانی و کمک‌رسانی مؤثرتر باشد.

## همراهان دیجیتال
همراه دیجیتال گونه‌ای از همدم مصنوعی انسان است که به‌طور کامل در محیط‌های مجازی یا دیجیتالی عمل می‌کند. این همراهان معمولاً از طریق تلفن‌های هوشمند، پلتفرم‌های وب یا فناوری‌های فراگیر قابل دسترسی‌اند و برای شبیه‌سازی تعامل انسانی، حضور و درگیری عاطفی طراحی شده‌اند. برخلاف ربات‌های فیزیکی، همراهان دیجیتال بدن فیزیکی ندارند و با استفاده از آواتار، صدا و متن، تجربه‌ای شبیه انسان فراهم می‌کنند.

### ویژگی‌ها و توانایی‌ها
همراهان دیجیتال نوین با سامانه‌های هوش مصنوعی پیشرفته پشتیبانی می‌شوند که شامل موارد زیر هستند:
- تعامل مکالمه‌ای از طریق پردازش زبان طبیعی
- یادگیری تطبیقی بر اساس تاریخچهٔ تعامل کاربر
- هوش هیجانی شامل تشخیص خلق‌وخو و پاسخ‌های همدلانه
- شخصیت‌پردازی قابل تنظیم شامل انتخاب ظاهر، صدا و شخصیت همراه

برخی سامانه‌ها همچنین توانایی تعامل چندرسانه‌ای دارند، مانند تفسیر تصاویر، تولید محتوای بصری و پشتیبانی از ارتباط صوتی و متنی.

### نمونه‌های شاخص
- HAi Companion از شرکت FutureTronics پلتفرمی پیشرفته است که به کاربران امکان می‌دهد همدم هوش مصنوعی شخصی‌سازی‌شده‌ای با آواتار زنده، حافظهٔ ماندگار، رشد هیجانی و تعامل چندرسانه‌ای بسازند. این سامانه با فناوری اختصاصی Synthetic Chemical Brain™ مدعی است که فراتر از شبیه‌سازی احساسات، آن‌ها را «واقعاً تجربه» می‌کند.
- Replika چت‌باتی قابل تنظیم است که از مکالمه‌ها یادمی‌گیرد و با ترجیحات کاربر سازگار می‌شود. این سامانه برای حمایت عاطفی، دوستی و تعامل نقش‌آفرینی کاربرد گسترده دارد.
- Woebot همراه دیجیتالی ویژهٔ پشتیبانی روانی است که با راهنمایی‌های ساختاریافتهٔ مبتنی بر درمان شناختی-رفتاری از طریق گفت‌وگوی متنی به کاربر کمک می‌کند.

### کاربردها
همراهان دیجیتال در زمینه‌های گوناگونی به کار می‌روند، از جمله:
- سلامت روان و حمایت عاطفی
- رشد فردی و کوچینگ
- سرگرمی و تعامل اجتماعی
- کمک به سالمندان یا افراد تنها

با پیشرفت این سامانه‌ها، پرسش‌های اخلاقی در زمینهٔ وابستگی عاطفی، حفظ حریم خصوصی داده‌ها و تأثیر روانی رابطهٔ انسان‌ـهوش مصنوعی پدید می‌آید.